# 小斗二
小斗二（蝘蜓座ε，Epsilon Chamaeleontis）, 拉丁名稱為ε Chamaeleontis，位於蝘蜓座，是一顆肉眼可見的恆星。它也稱為HIP 58484、HR 4583或HD 104174，約翰·赫歇爾爵士在1836年2月期間發現為接近的雙星，“HJ 4486AB”。它距離太陽111±4秒差距（362±14光年），絕對星等為-0.361，視星等（亮度）的總和為+4.88。    整個20世紀的觀測發現兩星之間的腳距離一直在緩慢減少，其最新的分離是0.364 弧秒，位置角 211°，這是E.P. Horch在1997年（1997.0905年）使用CCD斑點干涉測量法確定的。儘管還沒有確定正式的軌道，但它可能是一個聯星系統。
小斗二A或HJ 4486A 是一顆光譜類型為B9Vn的矮星，有效溫度為11,000K，視星等為+5.3，質量為3.3太陽質量。小斗二B或HJ 4486B也是一顆矮星，但由於光點較暗淡，只確定光譜類型為「A」，有效溫度約為9,600K，推估其視星等為+6.1，大約是3.0太陽質量。對光譜的觀測顯示出強烈的星雲線，表明恆星的年齡很小。
這兩顆恆星都是天蠍-半人馬星協的成員，或被稱為下半人馬-南十字子群的部分。這對雙星是非常年輕，至少由36科恆星組成的蝘蜓座ε星協的核心。該地區的星雲和恒星形成區現時是南半球一個非常重要的研究對象，它與太陽的距離非常接近，正在提供許多天文物理的資訊。在過去的幾年裡，已經發表了幾篇關於下半人馬-南十字子群的論文，這些恆星分佈在遙遠的南方星座蒼蠅座、蝘蜓座和包括天球南極的南極座。

## 外部連結
- http://www.alcyone.de/cgi-bin/search.pl?object=HR4583 （页面存档备份，存于）
- http://server3.wikisky.org/starview?object_type=1&object_id=1646 （页面存档备份，存于）
- http://simbad.u-strasbg.fr/simbad/sim-basic?Ident=HR+4231&submit=SIMBAD+search （页面存档备份，存于）